# 전산군부인 이씨
증 전산군부인 전주이씨(贈 全山郡夫人 全州李氏, 1764년 12월 19일 - 1819년 6월 4일)는 조선 후기의 왕족으로, 사도세자와 숙빈 임씨의 아들인 은언군이인의 첩이자 전계대원군에 추증된 이광(이쾌득)의 생모였다. 조선 중기 이후 성리학에 의해 동성동본간 결혼을 나라에서 금지했으나, 은언군의 첩이 되었다. 그녀의 생애와 행적에 대한 기록은 미상이다. 철종의 친 조모로써 철종이 임금에 즉위한 뒤 군부인에 추봉되었다. 
조선 철종의 친할머니로 1849년 철종 즉위 후, 그해 9월 20일 군부인으로 추증되었지만 왕실 족보인 선원보에 실리지 못했고, 이후 고종이 즉위한 뒤에도 왕실 족보에 실리지 못하다가 1900년 이후에 편찬된 선원보략부터 실리게 되었다. 
그의 존재는 한동안 알려지지 않다가 20세기에 와서 그의 묘소가 경기 김포에서 발견되면서 그 존재가 알려졌다. 해방 후에도 한동안 철종의 조모는 그가 아닌 은언군의 본부인 송씨로 알려졌다. 경기도 김포에 있던 그의 묘소는 오랫동안 실전되었다가, 20세기 이후에 와서 경기도 김포에서 묘소 발견, 비변사등록 국역 등으로 다시 그의 존재가 알려지게 되었다. 승정원일기의 1819년의 기사와 김문근이 쓴 그녀의 묘비문 속 사망일자가 같아 이쾌득이 전계대원군 이광의 첫 이름임이 확인되었다. 그러나 이철득이 그녀의 소생인지, 은언군의 또다른 서자로 이성득의 친형제인지 여부는 불확실하다. 본관은 전주(全州)이다.
경기도 김포 통진면에 있던 그의 묘소는 2014년 6월 30일부로 통진대로 3-3호선 부지에 편입, 무연고 분묘로 처리되어 화장되었다.

## 생애

### 출생과 가계
그는 전주인(全州人) 유학 이덕희(李德喜)의 딸로 태어났으며, 초기 생애는 미상이다. 조선 중기 이후 성리학이 사실상의 관습법화가 되면서, 조선은 동성동본간 혼인이나 취처가 금지되었지만, 그가 어떤 이유로 은언군의 첩이 되었는지는 알려지지 않았다.
그녀가 전주이씨 어느 파의 후손인가는 알려져있지 않다. 전산군부인의 묘소 근처에는 임영대군의 후손이 살고 있었는데, 전산군부인의 친정이 임영대군의 후손 여부는 확실하지 않다.

### 은언군의 소실
1779년(정조 4년) 가을 은언군의 소실이 되어 서자인 첫 아들을 두었으나 요절하고, 둘째로 이광(후일의 전계대원군)을 낳았다. 이는 김문근이 기록한 그녀의 묘비문에 나타나 있다. 그녀의 일찍 죽은 첫 아들이 이철득과 동일 인물인지, 혹은 은언군의 다른 첩에게서 태어난 또다른 서자인지 여부는 실록, 일성록, 승정원일기, 비변사등록 등의 관련 기록들이 대량 세초, 먹줄, 칼로 각자되어 확인할 수 없다. 그녀의 친손자였던 철종은, 서자인 전계대원군 이광의 서자였다. 그녀가 1779년 은언군의 첩이 된 것은 은언군 신도비에 수록되었다.
1801년 5월 남편 은언군이 사사되었다. 묘비문에 의하면 그는 1801년 5월에 은언군이 유배지에서 사망하니 부인은 피눈물을 흘리며 마음을 다하여 상을 마쳤고‚ 감식이나 비단옷을 전혀 가까이 하지 않았다. 또한 영조의 계비 정순왕후 김씨의 묘∙사도세자의 기일을 당하여서는 종일토록 채식만을 하며 고인들을 사모했다 한다.
생전 그는 작위가 없었다. 또한 아들 이광은 은언군의 서자들 중 한명인데다가, 아버지 은언군이 이복 적형 상계군을 왕세자로 추대하려 했다는 사건에 연루되어 강화도로 유배되고, 다시 본부인인 군부인 진천송씨, 며느리 평산신씨가 천주교를 신봉한데 연좌되어 처벌받아서, 왕족으로 대접받지 못하고 평생 작위도 받지 못하고 평민으로 살아갔다. 이광은 아들 원범이 순원왕후 등에 의해 순조의 양자 자격으로 조선의 국왕으로 즉위하면서 전계군의 작호를 받고, 다시 대원군으로 추존되었다. 철종실록에 의하면 작위가 없는 이광의 작위를 정하는 논의가 나오자 이복 형인 상계군과 풍계군의 작호에서 돌림자로 따서 전계라 정했다고 기록되었다.

### 최후
전산군부인은 조선왕조실록에는 기록되지 않았지만 비변사등록에 전산군부인을 상산군부인의 예에 따라 추서한다는 기록이 나타났고, 이는 비변사등록을 국역하는 과정에서 전산군부인의 존재가 드러났다. 또한 승정원일기의 1819년 6월 5일 기사, 6월 7일 기사에 강화부유수 조만원(趙萬元)이 쾌득의 생모가 숙병으로 6월 4일에 사망했다는 보고를 올린 기사가 나타났다. 6월 7일 금부도사 권사겸(權思謙)의 보고에 의하면 시신에서 액체가 나오거나 배인 현상이 삼루(滲漏)가 나타났다고 한다.
1819년(순조 19) 6월 4일 강화도에서 사망했는데, 사망 장소와 사망 원인은 미상이다.

### 사후
사후 시신은 강화도의 한 야산에 임시 안장되었다가 고양군으로 이장되었다. 후에 경기도 통진에 10만 평의 토지를 마련, 1853년(철종 4) 다시 경기도 통진군 양촌면 마송리 산 13-48(현, 경기도 김포시 통진읍 마송리 산 13-48) 자좌(子坐)에 이장하고 철종의 명으로 추가로 봉축되었다. 후일 그의 묘소가 있는 지역은 김포군으로 편입되어 김포군 양촌면이 되었다가, 다시 김포시 통진면으로 편입되었다. 후일 묘소 주변에는 공원과 중,고교가 들어섰고 금쌀공원 서편, 마송중학교, 마송고등학교 북서쪽에 있다. 김포, 통진과 전산군부인과의 연고성은 알려져있지 않으나, 남편 은언군의 외가이자 시어머니 숙빈 임씨의 친정 일가들이 통진 주변에 살고 있었다.
1821년 12월 16일에는 은언군의 또다른 첩으로 이성득의 생모가 강화도에서 숙병으로 사망했으며 승정원일기에 기사가 나타났다.
1849년(철종 즉위년) 친손자 철종이 즉위하고, 그해 9월 20일 전계대원군의 사친이며, 본생조모 이씨를 상산군부인 송씨의 예에 따라 추증해야 된다는 순원왕후의 진언과, 같은 날 전계대원군의 생모이기에 상산군부인 송씨의 예에 따라 추존해야 된다는 정원용 등의 상소로 전산군부인으로 추봉되었다. 그러나 고종이 즉위한 뒤에 편찬된 왕실 족보인 선원보략에도 한동안 실리지 못했고, 1900년 이후에 가서야 왕실 족보 선원보에 실리게 되었다. 묘비문은 1852년(철종 3년) 11월 말 철종의 명으로, 1853년(철종 4년) 2월 돈녕부영사 영은부원군 김문근이 지었고, 후에 순조의 정실 사위인 수록대부 남녕위 윤의선의 글씨체로 새겨서 세웠다.
대한민국 정부 수립 후, 김포에 있던 그의 묘소가 발견되면서 그의 존재가 널리 알려지게 되었다. 대한민국 정부 주도로 조선왕조실록, 승정원일기, 일성록, 비변사등록 등을 국역하던 중 전산군부인이라는 작호명을 발견했고, 철종대왕팔고조도가 발견되면서 전산군부인의 존재가 다시 알려졌다. 1979년에 통진 마송리에 있는 그의 묘비문을 탁본하여 판독하였다.

## 무연고 분묘 처리 사건
은언군의 후손을 대신하여 묘소를 관리한 것은 인근에 살던 광평대군파의 후손이었다.
1934년 은언군의 후손들에 의해 묘소 부지가 포함된 산은 매각되었다. 2011년 경기도 김포의 터널공사 및 4차선 도로공사 부지에 그녀의 묘소도 포함되었다. 그러너 아무런 후속조치가 없었고 유족도 나타나지 않아 그녀의 묘소는 공고 후 무연고 분묘로 처리되어 파묘 처리되었다. 묘소가 있던 부지는 2017년 당시 4차선 도로가 준공 예정이었다.
시신은 화장되어 김포시 통진읍 애기봉로571번길 165(귀전리 83-4) 김포시립 추모공원 봉안당에 안치되었다.
전산군부인의 묘소는 2015년 무렵까지도 김포시 마송리에 소재해 있었다. 군부인묘비와 석물은 묘소 인근 주민들이 문화재로 보존을 건의하였으나 거절되었다. 전산군부인의 묘비석과 상석 장명등은 모두 행방이 미상이다.

## 가족 관계
두 명의 아들을 두었으나 첫 아들은 요절했다. 기록에는 나타나지 않았지만 묘비문에 수록되어 있다. 이 중 이철득이 그녀가 낳은 일찍 죽은 첫 아들과 동일인인가 여부는 다소 불분명하다.
- 남편 : 은언군 이인(恩彦君 李䄄, 1754년 5월 29일 ~ 1801년 6월 13일), 그는 은언군의 첩이었다.
  - 아들 : 요절
  - 아들 : 전계대원군 이광(全溪大院君 李㼅, 이쾌득(李快得), 1785년 4월 29일 (음력 3월 21일) ~ 1841년 12월 14일 (음력 11월 2일))
  - 며느리 : 완양부대부인 최씨(完陽府大夫人 崔氏, 1804년 2월 19일 - 1840년 2월 19일), 아들 전계대원군의 정실 부인
    - 손자(적손) : 회평군 명(懷平君 明, 다른 이름은 원경(元慶), 1827년 9월 11일 - 1844년 9월 6일)

  - 첩며느리 : 이씨(李氏), 아들 전계대원군의 첩
    - 서손자 : 영평군 경응(永平君 景應, 1828년 7월 20일 ~ 1902년 2월 1일/1901년 음력 12월 23일)
    - 서손부 : 정경부인 평산신씨(1832년 7월 22일 - 1857년 5월 8일), 신재준(申在準)의 딸
    - 서손부 : 정경부인 청도김씨(貞敬夫人 淸道金氏, 1839년 3월 23일 - 1921년), 김재협(金在協)의 딸

  - 첩며느리 : 용성부대부인 염씨(龍城府大夫人 廉氏, 1793년 7월 20일 - 1863년 3월), 아들 전계대원군의 첩
    - 서손자 : 철종(哲宗 昪, 1831년 - 1863년)

- 친정아버지 : 이덕희(李德喜)
- 친정어머니 : 이름 미상

## 같이 보기
- 완양부대부인
- 전계대원군
- 은언군
- 상산군부인 송씨
- 숙빈 임씨
- 철종